# Kuhle Wampe
Kuhle Wampe (oryg. Kuhle Wampe oder Wem gehört die Welt) – niemiecki film fabularny reżyserii Złatana Dudowa, wyprodukowany w 1932 roku, poruszający temat bezrobocia i lewego skrzydła w polityce Republiki Weimarskiej.

## Charakterystyka
Reżyser był silnie inspirowany przez Bertolda Brechta. W filmie ukazał nędzę bezrobotnych w sposób bardzo wstrzemięźliwy, charakterystyczny dla kina dokumentalnego, jednak wzmocniony gwałtowną muzyką i agresywnością montażu. Zbliża to obraz do niektórych realizacji włoskich i sowieckich tego okresu. Szczególnie wybitna jest scena wyścigu kolarzy poszukujących pracy. Przyspieszają oni coraz bardziej wraz z muzyką Hansa Eislera, ostatecznie pogrążając się w paroksyzmie wizualnym i akustycznym, niemalże rozsadzającym ekran. Mimo zalet film posiada też słabsze momenty, jak np. następująca tuż po wyścigu, sielankowa i drobnomieszczańska scena zaręczyn robotnika, połączonych z wesołą libacją i obżarstwem. W innym ujęciu sportowe święto przedstawiono w stylistyce hitlerowskiej parady.

## Obsada
- Hertha Thiele: Anni
- Ernst Busch: Fritz
- Martha Wolter: Gerda
- Adolf Fischer: Kurt
- Lila Schönborn: Matka
- Max Sablotzki: Ojciec
- Alfred Schäfer: młodych bezrobotny
- Gerhard Bienert: czytelnik prasy
- Anna Müller-Lincke: piosenkarka
- Erwin Geschonneck: sportowiec-robotnik
- Willi Schur: Otto, gość na zaręczynach